# (31606) 1999 GX4
1999 GX4 (asteroide 31606) é um asteroide da cintura principal. Possui uma excentricidade de 0.16536470 e uma inclinação de 2.61234º.
Este asteroide foi descoberto no dia 13 de abril de 1999 por Frank B. Zoltowski em Woomera.